# Podgorje pri Pišecah
Podgorje pri Pišecah je naselje u Općini Brežice u istočnoj Sloveniji. Podgorje pri Pišecah se nalazi u pokrajini Štajerskoj i statističkoj regiji Donjoposavskoj. 

## Stanovništvo
Prema popisu stanovništva iz 2002. godine Podgorje pri Pišecah je imalo 215 stanovnika.

### Etnički sastav
1991. godina:
- Slovenci: 260 (96,7%)
- Hrvati: 3 (1,1%)
- Srbi: 1
- Nepoznato: 5 (1,9%)